# فرنسيس ليانغ
فرنسيس ليانغ (بالصينية: 梁國新) هو سياسي تايواني، ولد في 17 ديسمبر 1951.